# Maniltoa amicorum
Maniltoa amicorum är en ärtväxtart som beskrevs av George Bentham. Maniltoa amicorum ingår i släktet Maniltoa och familjen ärtväxter. Inga underarter finns listade i Catalogue of Life.